# Ademoneuron yasirae
Ademoneuron yasirae är en stekelart som beskrevs av Van Achterberg 2004. Ademoneuron yasirae ingår i släktet Ademoneuron och familjen bracksteklar. Inga underarter finns listade i Catalogue of Life.